# Leucophlebia neumanni
Leucophlebia neumanni is een vlinder uit de familie van de pijlstaarten (Sphingidae). De wetenschappelijke naam van de soort werd in 1902 gepubliceerd door Lionel Walter Rothschild.